# Horace Darwin

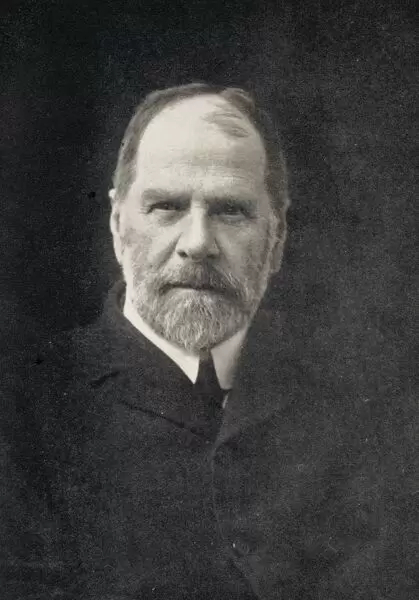
Horace Darwin

Sir Horace Darwin, KBE, FRS (Downe, 13 mei 1851 - 29 september 1928), was de vijfde zoon (en het negende kind) van natuuronderzoeker Charles Darwin.
Horace was zelf een civiel ingenieur. Hij speelde een belangrijke rol in de ontwikkeling van de luchtvaartkunde, maar bouwde tevens wetenschappelijke instrumenten. Darwin ontwierp bijvoorbeeld samen met Thomas Howell Laby de eerste 'string electrometer', een instrument waarmee stroomsterkte gemeten kon worden.
Darwin was een 'Fellow' van het Trinity College van de Universiteit van Cambridge, waar hij eerder studeerde. In 1885 richtte hij de Cambridge Scientific Instrument Company op, later vaak 'Horace Darwin's Shop' genoemd. Deze zou uitgroeien tot een van de best aangeschreven bedrijven in het vervaardigen van wetenschappelijke instrumenten. Tussen 1896 en 1897 was Darwin burgemeester van Cambridge. Daarnaast werd hij in 1903 verkozen tot Fellow of the Royal Society. Horace Darwin werd in 1918 geridderd.
Na zijn dood in 1928 werd het lichaam van Horace Darwin begraven op de Ascension Parish Burial Ground in Cambridge.

## Familie
Darwin was getrouwd met Emma Cecilia "Ida" Farrer (1854–1946), de dochter van Thomas Farrer ('1st Baron Farrer' in januari 1880). Samen hadden ze één zoon en twee dochters:
- Erasmus Darwin (7 december 1881 - 24 april 1915) - kwam om bij de Tweede Slag om Ieper tijdens de Eerste Wereldoorlog.
- Ruth Frances Darwin (1883-1972) - trouwde met Dr William Rees-Thomas en was een publiek voorstander van eugenetica
- Emma Nora Darwin (1885-1989) - trouwde met ambtenaar Sir Alan Barlow en redigeerde de editie uit 1959 van The Autobiography of Charles Darwin. Op de plaats waar Barlows huis ("the Orchard" in Huntingdon Road, Cambridge) stond, staat nu New Hall, een college van de Universiteit van Cambridge alleen voor vrouwen.

- Gemeinsame Normdatei: 118878751
- International Standard Name Identifier: 0000 0000 2739 3327
- Library of Congress Control Number: n87877075
- Nationale Bibliotheek van Israël: 987007386877605171
- SNAC: w66v0r9f
- Virtual International Authority File: 62346547
- WorldCat: E39PBJy4dGcYDWG3r6g3hm8t8C